# Liste der Monuments historiques in Bruay-sur-l’Escaut
Die Liste der Monuments historiques in Bruay-sur-l’Escaut führt die Monuments historiques in der französischen Gemeinde Bruay-sur-l’Escaut auf.

## Liste der Objekte
| Bezeichnung                                               | Beschreibung            | Standort                           | Kennzeichnung | Schutzstatus | Datum | Bild |
| --------------------------------------------------------- | ----------------------- | ---------------------------------- | ------------- | ------------ | ----- | ---- |
| Skulptur der heiligen Scholastika                         | Holz, 17. Jahrhundert   | in der Kirche St-Samson            | PM59000194    | Classé       | 1971  |      |
| Kenotaph der heiligen Pharaïlde                           | Stein, um 1100          | in der Kirche Ste-Pharaïlde (Lage) | PM59000191    | Classé       | 1896  |      |
| Reliquiar der heiligen Pharaïlde und der heiligen Barbara | Silber, 14. Jahrhundert | in der Kirche Ste-Pharaïlde (Lage) | PM59000192    | Classé       | 1934  |      |